# Комунальний кредит
Комуна́льний креди́т — сукупність економічних відносин між органами місцевого самоврядування, з одного боку та фізичними і юридичними особами з другого, при яких місцеве самоврядування виступає як частіше усього позичальник, рідше — кредитор.

## Форми
Комунальний кредит має такі основні форми:
- облігаційні позики;
- безоблігаційні позики;
- комунальний банківський кредит;
- комерційний комунальний банківський кредит;
- комунальний кредит державних банків;
- взаємний комунальний кредит.

## В Україні
Більшість з наведених вище форм муніципального кредиту в Україні поширення не мали. Як правило в Україні поширені такі форми муніципального кредиту: кредит у формі комунальних облігаційних позик та комерційний банківський комунальний кредит. Міста, що мають досвід емісії муніципальних облігацій — Донецьк, Запоріжжя, Київ, Львів, Харків, Одеса, Маріуполь тощо.
Найбільш прийнятними з економічної точки зору напрямами використання залучених ресурсів є перспективні інвестиційні проекти, здатні дати суттєвий мультиплікаційний ефект і забезпечити у майбутніх періодах розширення виробничих потужностей, створення нових якісних робочих місць, зростання доходів домогосподарств, збільшення бюджетних надходжень всіх рівнів, зокрема, місцевих бюджетів.

### Причини
Серед причин відносно низької поширеності муніципальних запозичень в Україні — високі ризики їх здійснення. Найпоширенішими є ризики неплатежу, макроекономічні та правові.

## У світі
У європейських країнах — Данії, Фінляндії, Німеччині, Італії, Нідерландах, Португалії, Швеції, Швейцарії — доступ органів місцевого самоврядування до ринку позичкового капіталу вільний і не обмежується державою.
В інших країнах цей доступ можливий за умови дозволів держави (в Австрії, Бельгії, Великій Британії, Греції, Ірландії, Норвегії, Іспанії).
У законодавстві практично всіх зарубіжних країн міститься вимога про спрямування запозичених фінансових ресурсів виключно на інвестиції. За рахунок позичок в європейських країнах формується, як правило, 10-15% доходів місцевих бюджетів.
Найвищий показник у Сан-Марино, він становить 69%, у Нідерландах — 19, у Бельгії — 13, на Кіпрі — 12, у Чехії — 11, в Іспанії, Франції — 10% муніципальних доходів.